# Lantier
Pour les articles homonymes, voir Lantier (homonymie).
Lantier est une municipalité des Laurentides au Québec (Canada). Elle a été fondée en 1948 sur les terres limitrophes de Sainte-Lucie. Elle se situe à 15 minutes de la ville de Sainte-Agathe-des-Monts et à 20 minutes du village de Saint-Donat.

## Toponymie
Elle est nommée en hommage à la famille de Ludger Lanthier, ancien maître de poste du canton de Doncaster. Selon histoire populaire, le 'h' était exclu par hasard de la proclamation officiale.

## Géographie
Le territoire de Lantier comporte 13 lacs dont le lac Ludger, le lac Cardin et le lac de la Montagne Noir qui font partie du bassin versant de la rivière du Nord sauf le lac Creux et le lac Dufresne (source de la rivière Dufresne) qui font partie du bassin de L'Assomption.

## Démographie
| 1991 | 1996 | 2001 | 2006 | 2011 | 2016 | 2021 |
| ---- | ---- | ---- | ---- | ---- | ---- | ---- |
| 680  | 631  | 654  | 825  | 828  | 834  | 891  |

## Administration
Les élections municipales se font en bloc pour le maire et les six conseillers.
| Lantier Maires depuis 2005                                                                                           |                |         |          |
| Élection | Maire          | Qualité | Résultat |
| 2005 | Manon Leduc    |         | Voir     |
| 2009 | Richard Forget |         | Voir     |
| 2013 | Richard Forget | Voir    |          |
| 2017 | Richard Forget | Voir    |          |
| 2021 | Richard Forget | Voir    |          |
| Élection partielle en italique Depuis 2005, les élections sont simultanées dans toutes les municipalités québécoises |                |         |          |

## Festival
Depuis 2015, la ville de Lantier tient son propre festival, celui des minimaisons. Ce festival accueille plusieurs fabricants ainsi que plusieurs visiteurs intéressés par le mode de vie écoresponsable.

## Urbanisme
Lantier s'est démarquée en 2015 par la création d'une zone Écorésidentielle sur son territoire. Des modifications aux règles municipales permettent la construction de résidences d'une superficie minimale de 350 pieds carrés (32,5 m²), réduisant l'empreinte écologique du quartier. Cette initiative est l'objet de reportages qui feront graduellement connaître Lantier aux gens motivés par l'économie énergétique et la forêt comme cadre de vie.

## Éducation
La municipalité est très pro-active en ce qui concerne l'éducation. Elle a mis en place un programme de Persévérance scolaire ; ainsi chaque jeune qui finit une année scolaire au secondaire reçoit une bourse d'études. De plus, le montant de la bourse augmente avec le nombre d'études secondaires complétées. 2017 voit l'établissement d'un plan de soutien aux familles des écoliers : la municipalité paie l'inscription à la 1ère, 2ème et 3ème année du primaire jusqu'à concurrence de 100 $, et jusqu'à 150 $ pour les trois dernières années, sans égard au revenu parental.